# AMX-10RC
AMX-10RC je francouzské obrněné vozidlo vyráběné společností Nexter Systems. Nasazeno může být při plnění různých úkolů, například při obrněném průzkumu, jako stíhač tanků a provádění palebné podpory. Vozidlo je, díky své nízké hmotnosti, velmi mobilní, včetně strategické letecké přepravy. Jeho základní verze je obojživelná. Hlavním uživatelem typu je francouzská armáda, která jej zařadila roku 1979. Celkem odebrala 284 z 457 vyrobených strojů. Druhým největším uživatelem je Maroko. Vozidlo bylo bojově nasazeno ve válce v Perském zálivu, v Čadu a v Afghánistánu. Ve francouzské armádě jej od roku 2020 nahrazuje průzkumné obrněné vozidlo EBRC Jaguar.

## Historie

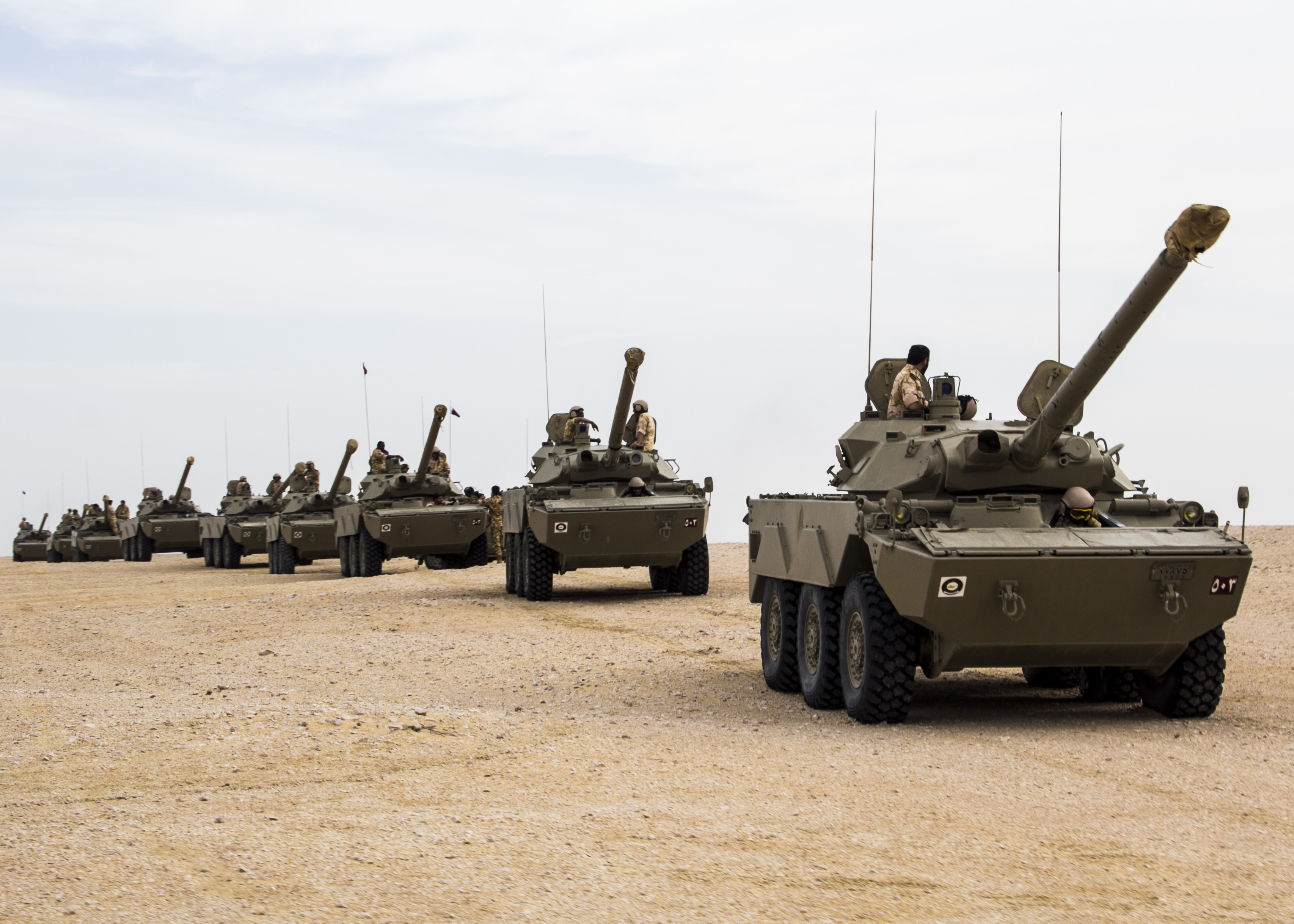
AMX-10RC ozbrojených sil Kataru

Vozidlo AMX-10RC bylo vyvinuto v průběhu 70. let 20. století pro provádění obrněného průzkumu a jako stíhač tanků. Do výzbroje francouzské armády bylo zařazeno roku 1979. Francie zakoupila celkem 284 vozidel. V průběhu let poklesla jejich schopnost boje proti moderním tankům, přesto mohou plnit řadu dalších úkolů. V letech 2005–2010 bylo 256 francouzských vozidel modernizováno na verzi AMX-10RCR. Cílem bylo prodloužení služby vozidel nejméně do roku 2020.
V lednu 2023 francouzský prezident Emanuel Macron uvedl, že země poskytne Ukrajině vozidla AMX-10RC společně s obrněnými vozidly ACMAT Bastion. Jejich počet neupřesnil. 15. března 2023 francouzský ministr pro ozbrojené síly Sébastien Lecornu oznámil výboru pro obranu Národního shromáždění nasazení prvních z nich na frontové linii.

## Konstrukce

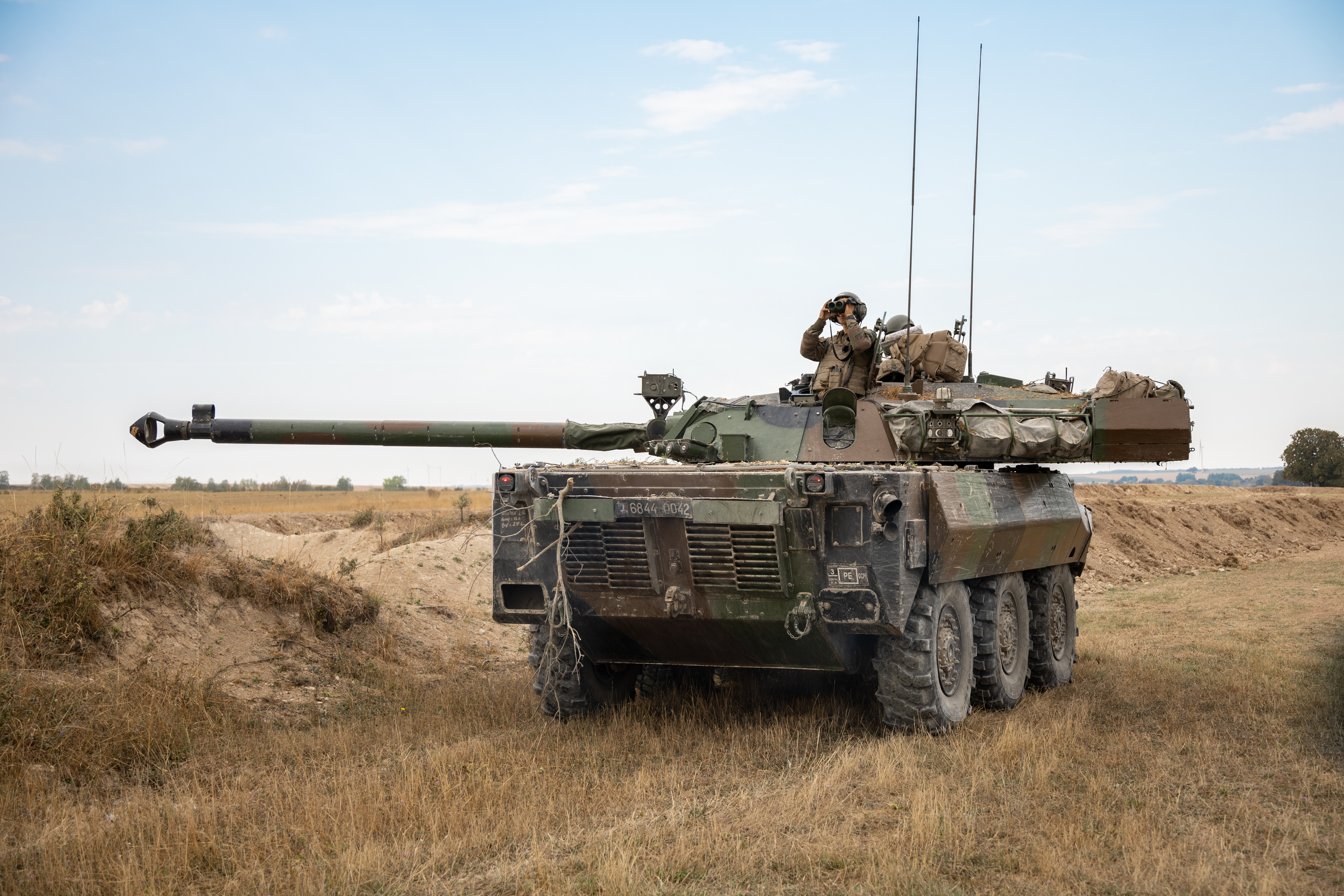
AMX-10RC

Čtyřčlennou posádku tvoří velitel, střelec, nabíječ a řidič. Vozidlo má kolový podvozek se znakem náprav 6x6. Je vybaveno hydropneumatickým zavěšením kol a centrálním dohušťováním pneumatik. Výzbroj vozidla je umístěna v otočné dělové věži. Tvoří ji 105mm/47 drážkovaný středotlaký kanon GIAT F2 MECA se systémem řízení palby Safran M401. Využívá specifickou francouzskou munici 105×527R. K dispozici jsou čtyři typy munice: podkaliberní APFSDS OFL 105 F3, tříštivo-trhavá (HE) OE 105 F3, kumulativní (HEAT-FS) OCC 105 F3 a cvičná BSCC 105 F3. Zásoba munice činí 38 kusů. Kanón není stabilizovaný, takže vozidlo musí před zahájením palby zastavit. S kanónem je spřažen 7,62mm kulomet. Hliníkové pancéřování vozidlo chrání proti průbojné kulometné munici ráže 14,5 mm, přičemž čelo chrání proti průbojné munici ráže 23 mm. Francouzská vozidla jsou dále vybavena systémy jaderné/biologické/chemické ochrany. Vozidlo pohání diesel Baudouin GF-11SX o výkonu 280 hp. Dosahuje rychlosti až 85 km/h. Jeho dosah na pevné cestě je až 800 km. Ve vodě je poháněno dvojicí vodních trysek umístěných v zádi.

## Verze
- AMX-10RC – Základní verze.
- AMX-10RCR (Roues Canon Revalorisé) – Modernizace z 90. let 20. století. Má lepší výbavu a zesílené pancéřování. Je vybavena bojovým informačním systémem, termovizní kamerou CASTOR, laserovým dálkoměrem APX M550, infračervenou rušičkou řízených střel LIRE, obranným zadýmovácím systémem GALIX. Dále dostala novou převodovku, hydropneumatické zavěšení kol a centrální dohušťování pneumatik. Vzhledem k nárůstu hmotnosti vozidlo ztratilo své obojživelné schopnosti. Vodní trysky a příďový vlnolam byly odstraněny. Výzbroj posílil manuálně ovládaný 7,62mm kulomet, umístěný na střeše věže.[2]

## Uživatelé
- Francie – Celkem 248 kusů.[3]
- Maroko – Celkem 198 kusů.[3]
- Kamerun – 6 kusů
- Katar – 12 kusů

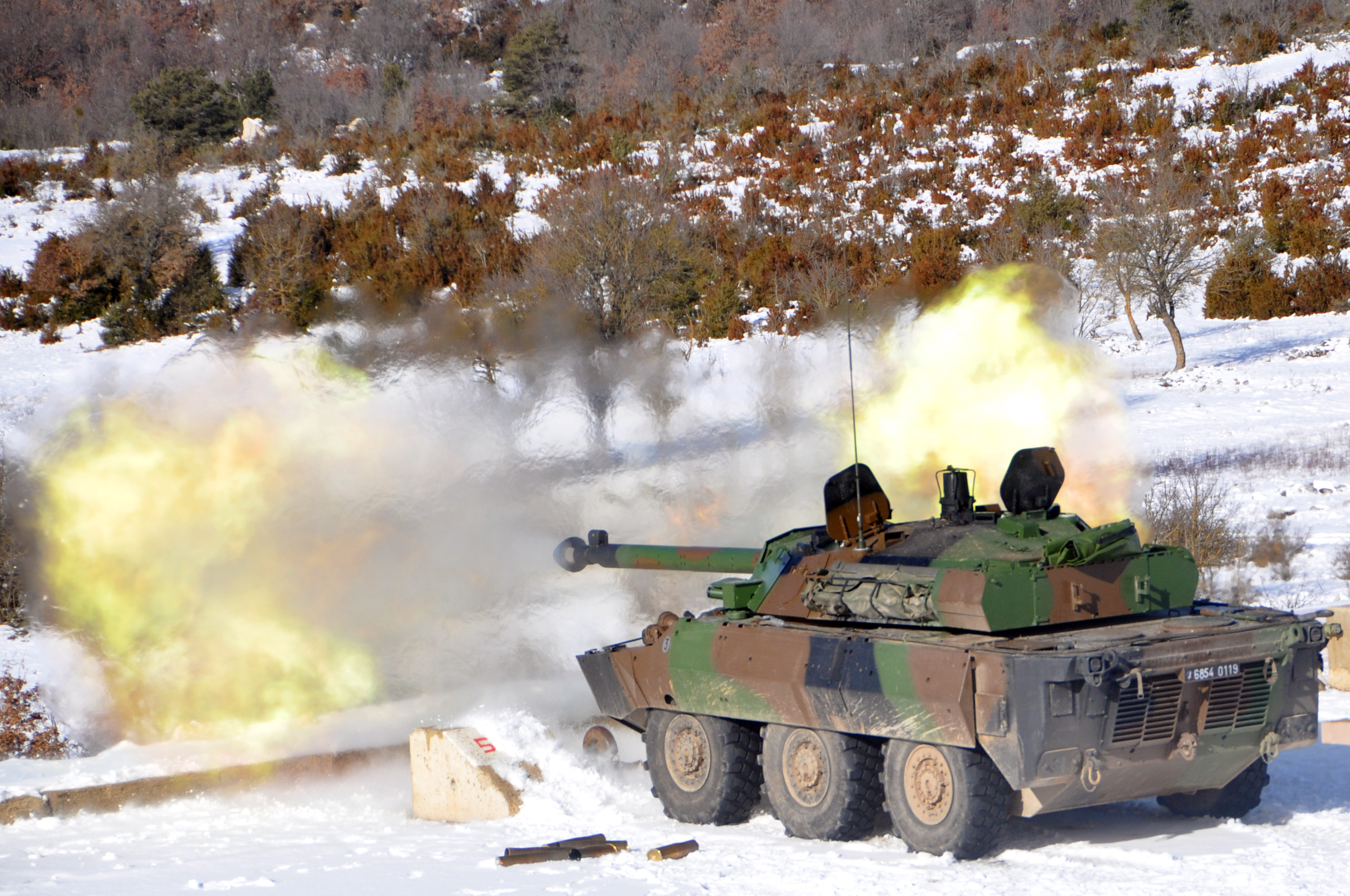
AMX-10RC

- Ukrajina – neznámý počet darovaný Francií